# Stèle juridique
La stèle juridique ou stèle juridique du Caire est une stèle de l'Égypte antique, datant d'environ 1650 avant J.-C., sous le règne du règne du pharaon Souadjenrê Nebiryraou. Elle est l'acte juridique de vente d'un office de gouverneur administratif. Cette stèle est conservée au Musée égyptien du Caire.
Cette stèle est intéressante car elle est un rare témoin de la transmission d'une charge de fonctionnaire officiel, par héritage sur plusieurs générations, puis par transaction. Elle permet aussi de mieux connaître la Deuxième Période intermédiaire, période très peu documentée et mal connue de l'histoire de l'Égypte ancienne.

## Historique et description

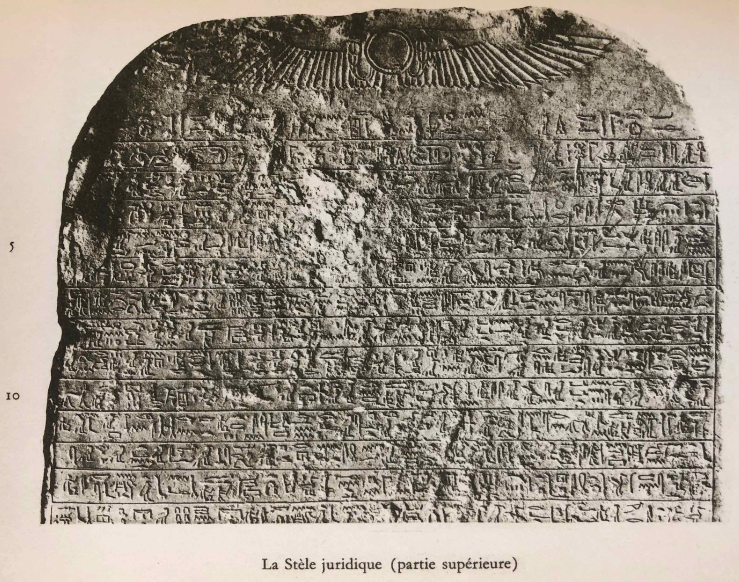
Partie haute de la stèle juridique.

La stèle juridique est découverte en 1927 lors de travaux de consolidation dans la grande salle hypostyle de Karnak (actuellement Louxor), où elle est placée pendant le Nouvel Empire. Cette stèle est en fait plus ancienne que la salle hypostyle, qui a été construite au cours de la Deuxième Période intermédiaire. La stèle est datée de la première année du règne du pharaon thébain Souadjenrê Nebiryraou de la XVIe ou XVIIe dynastie.
Fabriquée en calcaire, cette stèle mesure 118 cm de hauteur, pour une largeur de 72 cm. Elle est gravée de vingt-huit lignes de texte en hiéroglyphes égyptiens. Elle est conservée au Musée du Caire, sous le numéro d'inventaire JE 52453.

## Contenu
Le texte de la stèle rapporte la vente de l'office de gouverneur d'El Kab, par un homme appelé Kebsi à un de ses parents appelé Sobeknakht (en). Il semble que Kebsi ait contracté une dette importante de 60 deben d'or envers Sobeknakht.
N'ayant pas la possibilité de payer, Kebsi décide de vendre sa charge de gouverneur à Sobeknakht qui devient ainsi le nouveau gouverneur d'El Kab, avec tous les bénéfices de cette charge. Tous les documents nécessaires à la transaction sont apportés au vizir qui vérifie la généalogie du vendeur Kebsi pour vérifier l'origine de propriété et confirmer qu'il est bien l'héritier de cette charge.
La généalogie de Kebsi et les changements de titulaire de la charge de gouverneur qui est en vente peuvent se résumer ainsi, :
- Le premier titulaire mentionné est le vizir Aya ; sa femme est la fille du roi Reditenes.Le couple a deux fils, Aya « le jeune » et Ayameru.
  - Aya « le jeune » occupe le poste de gouverneur jusqu'à sa mort soudaine.
    - Ayameru son jeune frère hérite de la charge. Plus tard, Ayameru hérite du vizirat de son père, pendant la première année royale d'un roi Merhotepre, très probablement Merhoteprê Ini de la XIIIe dynastie.
      - Kebsi hérite de la charge de gouverneur de son père le vizir Ayameru.
        - Kebsi vend la charge de gouverneur à l'acheteur Sobeknakht. C'est la transaction commémorée par cette stèle ; cela se passe pendant la première année royale du roi Souadjenrê Nebiryraou, qui est la date de façonnement de la stèle juridique.

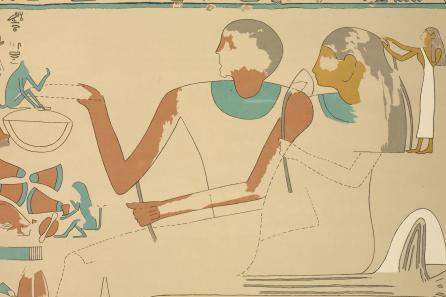
Sobeknakht II, le fils et successeur de l'acheteur de la charge de gouverneur, et son épouse.

Le vizir confirme ainsi que Kebsi est bien l'héritier légitime de la charge de gouverneur d'El Kab, et qu'il peut donc valablement vendre cette charge. L'ensemble de la procédure a été scellé dans les bureaux du vizir en présence de témoins, après quoi Sobeknakht reçoit les pleins droits de la charge de gouverneur.
Le nouveau gouverneur, Sobeknakht, est le père du plus célèbre gouverneur d'El Kab, Sobeknakht II, qui a repoussé les envahisseurs koushites. Sa tombe a été retrouvée, avec de riches décorations et d'importants textes historiques.

## Importance
Cette stèle est considérée comme l'une des plus importantes de ce genre de monuments, car elle fournit de précieuses informations juridiques sur l'administration provinciale de l'Égypte antique, et sur l'héritage d'une charge officielle et la possibilité de la vendre ou de l'acquérir.
La stèle juridique est également un maillon documentaire important à une période peu connue de l'histoire égyptienne, la Deuxième Période intermédiaire, et permet notamment de préciser les estimations de certaines datations entre le roi Merhotepre de la XIIIe dynastie et le roi thébain Souadjenrê Nebiryraou.
Cette stèle juridique, en effet, ne se contente pas de refléter les modalités de la transaction financière de l'achat de la charge de gouverneur d'El Kab par Sobeknakht, elle contient aussi la lignée généalogique des titulaires antérieurs, en accompagnant parfois la mention d'un événement avec l'indication du règne, et de l'année de règne au cours duquel l'événement s'est produit, ce qui est particulièrement précieux. Elle stipule notamment que Kebsi a hérité du titre de gouverneur de son père Ayameru lorsque celui-ci a hérité du vizirat de son père Aya.
Or, comme Ayameru devient gouverneur d'El Kab en l'an 1 du roi Merhoteprê Ini de la XIIIe dynastie, cela signifie qu'une période de seulement deux générations familiales, soit environ quarante à soixante ans au plus, sépare l'an 1 du roi Merhoteprê Ini pendant la XIIIe dynastie, de l'an 1 du roi thébain Souadjenrê Nebiryraou, qui se voit attribuer un règne de vingt-six ans selon le canon royal de Turin. La stèle juridique permet donc ainsi d'améliorer les estimations de dates.
C'est aussi en se basant sur les éléments de cette stèle que Ryholt émet l'hypothèse que le pharaon Merhoteprê Ini était le fils de son prédécesseur Merneferrê Aÿ et de la reine Ini, Reditenes devant alors être la sœur de Merhoteprê Ini.